# 福力荒神社大祭
福力荒神社大祭（ふくりきこうじんじゃたいさい）は、岡山県津山市福力の福力荒神社で行われる祭。
毎年旧暦元日から3日にかけて行われていたが2025年より1月の最終土曜日からの3日間に変更となった。

## 概要
神社までの沿道には露店が多く並び、食べ物の他農機具など農村に関係の深いものも多く売られている。神社に祀られているのはスサノオノミコトで、マムシ除けと安産の神様として知られる。

## 祭りの様子
旧暦に従って行われていたため、年によって1月後半 - 2月中旬の3日間、場合によってはすべて平日に行われる場合もあった。また3日間の参拝客は例年、見込みで10万人を超え、津山市の人口が10万人弱であるため、津山市の人口以上の人が市の内外から3日の内に参拝していることになる。祭の間に参れば家族全員の、その他の日に参ると参った人にご利益があるとされる。

## 交通
- JR姫新線美作大崎駅下車。周辺からすぐ露店が並ぶ。
- 中国自動車道津山ICを降りて左折、次の新河辺交差点で国道179号に入り2km程度直進。大崎小学校周辺で左折。